# Мъжки истории/Страници от стария корабен дневник
„Мъжки истории/Страници от стария корабен дневник“[източник? (Поискан днес)] е български телевизионен филм (драма) от 1979 година по сценарий и режисура на Кирил Младенов. Оператор е Иван Узунов.

## Актьорски състав
| Изпълнител        | Роля          |
| ----------------- | ------------- |
| Андрей Чапразов   | старият моряк |
| Иван Налбантов    | журналистът   |
| Георги Гайтаников | моряк         |
| Виктор Данченко   | моряк         |
| Живко Пенев       | моряк         |
| Любомир Киселички | моряк         |
| Елена Стефанова   |               |